# 布朗斯堡 (印地安納州)
布朗斯堡是一個位於美國印地安納州亨德里克斯縣的城鎮。

## 人口
根據2010年美國人口普查的數據，布朗斯堡的面積為42.36平方千米，當中陸地面積為42.13平方千米，而水域面積為0.23平方千米。當地共有人口21,285人，而人口密度為每平方千米502人。

## 教育
布朗斯堡社區學校校區（Brownsburg Community School Corporation）為居住於Brown Township及Lincoln Township的適齡學生提供K-12公立學校教育。根據印第安納州教育部的標準，全校區的所有學校均達到最高級A級的評價。